# Qosqophryne
A Qosqophryne a kétéltűek (Amphibia) osztályába, a békák (Anura) rendjébe és a Craugastoridae családba, azon belül a Holoadeninae alcsaládba tartozó nem. A Microkayla nem testvér taxonja.

## Előfordulása
A nembe tartozó fajok Peruban a Cordilleras de Urubamba és a Cordillera de Vilcabamba hegységek magashegyi erdőségeiben és rétjein, 3270–3800 m-es tengerszint feletti magasságban honosak.

## Rendszerezés
A nembe az alábbi fajok tartoznak:
- Qosqophryne flammiventris (Lehr & Catenazzi, 2010)
- Qosqophryne gymnotis (Lehr & Catenazzi, 2009)
- Qosqophryne mancoinca (Mamani, Catenazzi, Ttito, Mallqui & Chaparro, 2017)